# 茶庵寺
茶庵寺（英語：The Chaan Temple），位于中国广东省江门市江海区外海街道西面五马归槽山。1998年，列入江门市文物保护单位。
相传唐代天文学家高僧一行曾云游岭南，在此结庐而居，种茶度日，因而得名茶庵。明朝万历年间,外海进士陈吾德出于对一行的敬仰，倡建了茶庵寺。1895年2月（清光绪二十一年），孙中山和陈少白，从香港来到江门（外海）茶庵寺会晤了慧真和尚。自此慧真和尚同意加入兴中会，不久茶庵寺也成為当時興中會的據點。1908年2月18日，孫中山第二次到訪，這次在寺內度過一宵，次日，陈忠堂（陈宜禧侄子）迎接孙中山並一同前往牛灣火車站與華僑陳宜禧會面。1983年，江门市政府将茶庵寺扩建为茶庵公园。

## 歷史
据《龙溪乡志》记载：“……（一行）唐中宗神龙初至冈州，爱外海五马归槽山，即山麓结菴、种茶，呼为小朱明洞。后人于其遗址建刹，因名茶菴。”